# Cantone di Villefort
Il Cantone di Villefort era una divisione amministrativa dell'arrondissement di Mende.
A seguito della riforma approvata con decreto del 25 febbraio 2014, che ha avuto attuazione dopo le elezioni dipartimentali del 2015, è stato soppresso.

## Composizione
Comprendeva i comuni di:
- Altier
- La Bastide-Puylaurent
- Pied-de-Borne
- Pourcharesses
- Prévenchères
- Saint-André-Capcèze
- Villefort